# Problemorama
Singles de Dalida
Helwa Ya Baladi Monday, Tuesday...Laissez-moi danser
Problemorama est le titre d'un single de Dalida sorti en 1979. Le titre connaît un succès modéré en France (moins de 10 000 exemplaires vendus et une piètre 50ème place) mais parvient à se classer en 5ème position du hit-parade québécois en juin 1979.

## Sources
1. ↑  « Dalida site Officiel - Problemorama », sur dalida.com (consulté le 6 juin 2018)
2. ↑  Chartsventes, « Charts singles Top 50 en France: 6 May 1979 », sur Charts singles Top 50 en France, 5 août 2018 (consulté le 13 février 2021)
3. ↑  http://bibnum2.banq.qc.ca/bna/palmares/2010-Franco/Franco-Compilation_succes_ordre_alpha_interpretes.pdf